# Толстая, Татьяна Никитична
Татья́на Ники́тична Толста́я (род. 3 мая 1951[…], Ленинград) — российская писательница, телеведущая, публицист, журналист, преподаватель и литературный критик.
Толстая начала литературную карьеру в 1983 году, выпустив рассказ «На золотом крыльце сидели…». В 1990—1999 годах жила в США, где работала журналисткой и преподавала русскую литературу. Роман-антиутопия «Кысь» (2000) стал одним из самых известных и обсуждаемых произведений Толстой и имел коммерческий успех.
С 2002 по 2014 год вела телешоу «Школа злословия» вместе с Авдотьей Смирновой. Лауреат телевизионной премии «ТЭФИ» (2003).

## Биография

### 1951—1983: детство, юность и работа корректором

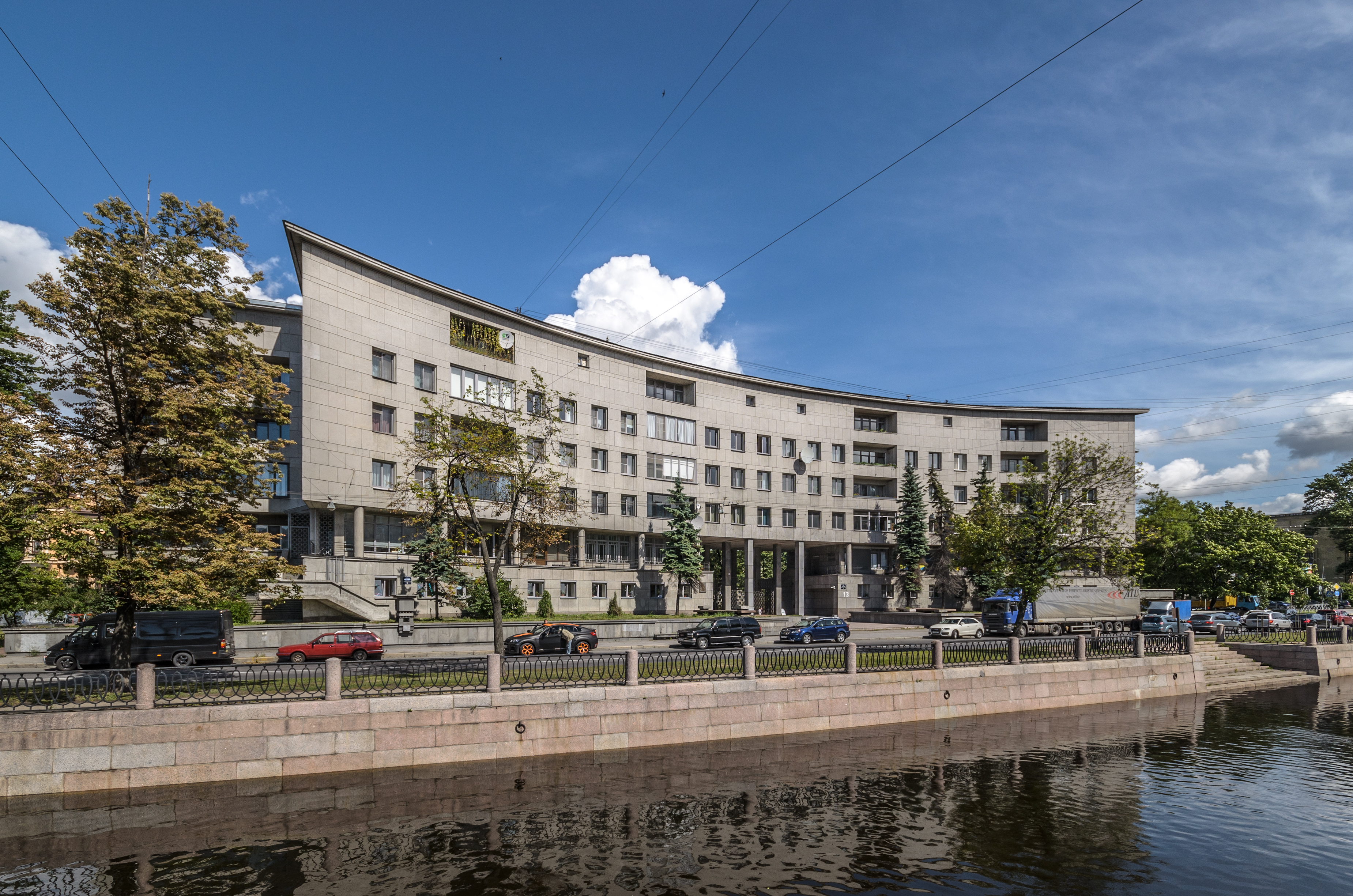
Первый жилой дом Ленсовета

Родилась 3 мая 1951 года в Ленинграде, в семье профессора физики Никиты Алексеевича Толстого. Росла в доме Ленсовета на Набережной реки Карповки в многодетной семье, где у неё было шесть братьев и сестёр. Дедушка будущей писательницы по материнской линии — Михаил Леонидович Лозинский, литературный переводчик, поэт. По отцовской линии Татьяна Толстая — внучка писателя Алексея Николаевича Толстого и поэтессы Наталии Крандиевской.
После окончания школы Татьяна Толстая поступила в Ленинградский университет на отделение классической филологии (с изучением латинского и греческого языков), который окончила в 1974 году.
В этом же году вышла замуж за филолога-классика А. В. Лебедева и вслед за мужем переехала в Москву, где поступила на работу в Главную редакцию восточной литературы издательства «Наука». Проработав в издательстве до 1983 года, Татьяна Толстая в этом же году публикует свои первые литературные произведения и дебютирует как литературный критик со статьёй «Клеем и ножницами…» («Вопросы литературы», 1983, № 9). По собственному признанию, начать писать её заставила перенесённая операция на глазах. «Это тепе́рь после коррекции лазером повязку снимают через пару дней, а тогда пришлось лежать с повязкой целый месяц. А так как читать было нельзя, в голове начали рождаться сюжеты первых рассказов».

### 1983—1989: литературный успех
В 1983 году написала первый рассказ под названием «На золотом крыльце сидели…», опубликованный в журнале «Аврора» в том же году. Рассказ был тепло встречен как читателями, так и критикой, при этом признан одним из лучших литературных дебютов 1980-х годов. Художественно произведение представляло собой «калейдоскоп детских впечатлений от простых событий и обыкновенных людей, представляющихся детям различными таинственными и сказочными персонажами». Впоследствии Толстая публикует в периодической печати ещё около двадцати рассказов. Её произведения печатаются в «Новом мире» и других крупных журналах. Последовательно выходят «Свидание с птицей» (1983), «Соня» (1984), «Чистый лист» (1984), «Любишь — не любишь» (1984), «Река Оккервиль» (1985), «Охота на мамонта» (1985), «Петерс» (1986), «Спи спокойно, сынок» (1986), «Огонь и пыль» (1986), «Самая любимая» (1986), «Поэт и муза» (1986), «Серафим» (1986), «Вышел месяц из тумана» (1987), «Ночь» (1987), «Пламень небесный» (1987), «Сомнамбула в тумане» (1988). В 1987 году выходит первый сборник рассказов писательницы, озаглавленный аналогично её первому рассказу — «На золотом крыльце сидели…». В сборник вошли как известные ранее произведения, так и не опубликованные: «Милая Шура» (1985), «Факир» (1986), «Круг» (1987). После издания сборника Татьяна Толстая была принята в члены Союза писателей СССР. Как отмечала Елена Шубина, выпустив первый сборник рассказов, она «сразу стала безумно популярна».
Не все советские критики однозначно высоко оценили первые литературные произведения Толстой. В частности, её упрекали в «густоте» письма, в том, что «много в один присест не прочтёшь». Другие критики восприняли прозу писательницы с восторгом, но отмечали, что её произведения написаны по одному выстроенному шаблону. В интеллектуальных кругах Толстая получает репутацию оригинального, независимого автора. В то время основными героями произведений писательницы были «городские сумасшедшие» (старорежимные старушки, «гениальные» поэты, слабоумные инвалиды детства…), «живущие и гибнущие в жестокой и тупой мещанской среде». С 1989 года является постоянным членом Российского ПЕН-центра.

### 1990—1999: переезд в США и журналистская деятельность
В 1990 году писательница с семьёй переехала в США, где начала работать как журналист и преподавать русскую литературу и художественное письмо: сначала в Принстоне, затем в колледже Скидмор; сотрудничала с New York Review of Books, The New Yorker, TLS, Wilson Quarterly, и другими журналами, читала лекции в нескольких университетах. Впоследствии, все 1990-е годы, писательница несколько месяцев в году проводила в Америке. По её словам, проживание за границей поначалу оказало на неё сильное влияние в языковом аспекте. Она жаловалась на то, как меняется эмигрантский русский язык под влиянием окружающей среды. В своём коротком эссе того времени «Надежда и опора» Толстая приводила примеры обычного разговора в русском магазине на Брайтон-Бич: «Там в разговор постоянно вклиниваются такие слова, как „свисслоуфетный творог“, „послайсить“, „полпаунда чизу“ и „малосольный салмон“». После четырёх месяцев пребывания в Америке Татьяна Никитична отмечала, что «мозг её превращается в фарш или салат, где смешиваются языки и появляются какие-то недослова, отсутствующие как в английском, так и в русском языках».
В 1991 году начинает журналистскую деятельность. Ведёт собственную колонку «Своя колокольня» в еженедельной газете «Московские новости», сотрудничает с журналом «Столица», где входит в состав редколлегии. Эссе, очерки и статьи Толстой появляются также в газете «Русский телеграф». Параллельно с журналистской деятельностью она продолжает издавать книги. В 1998 году выходит книга «Сёстры», где под одной обложкой публикуются рассказы Татьяны Толстой и её сестры Наталии Толстой. Появляются переводы её рассказов на английский, немецкий, французский, шведский и другие языки мира. В 1998 году стала членом редколлегии американского журнала «Контрапункт». В 1999 году Татьяна Толстая возвращается в Россию, где продолжает заниматься литературной, публицистической и преподавательской деятельностью.

### 2000—2012: роман «Кысь», телепередача «Школа злословия» и спичрайтерская деятельность

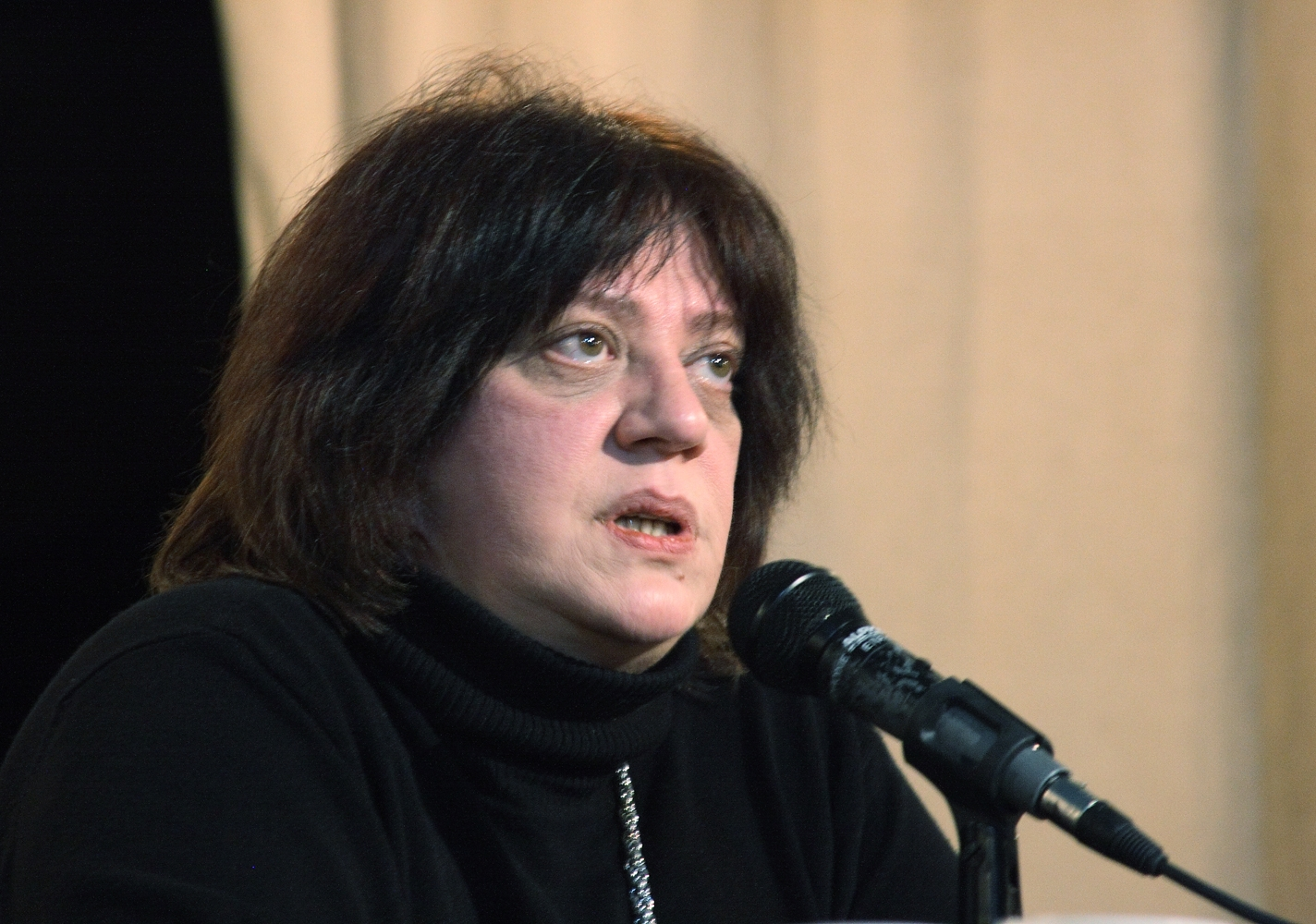
Татьяна Толстая, 2008 г.

В конце 1990-х в начале 2000-х годов Толстая занимались написанием текстов для речей избирательных кампаний «Союза правых сил» вместе с Авдотьей Смирновой и Александром Тимофеевским. В 2003 и 2004 годах участвовала в ток-шоу «К барьеру!» в качестве помощника Анатолия Чубайса и Бориса Немцова в их дебатах с Дмитрием Рогозиным и Михаилом Леонтьеым соответственно, защищая позицию «правых» по отношению к национал-социалистическому уклону партии «Родина» и к оранжевой революции в Украине.
В 2000 году писательница публикует свой первый роман «Кысь». Книга вызвала много откликов и стала очень популярной. По роману многими театрами были поставлены спектакли, а в 2001 году в эфире государственной радиостанции «Радио России», под руководством Ольги Хмелёвой, был осуществлён проект литературного сериала. В этом же году были изданы ещё три книги: «День», «Ночь» и «Двое» (в сборнике «Двое» также были собраны под одной обложкой рассказы Татьяны и её сестры Наталии). Отмечая коммерческий успех писательницы, Андрей Ашкеров в журнале «Русская жизнь» писал, что общий тираж книг составил около 200 тысяч экземпляров и произведения Татьяны Никитичны стали доступны широкой публике. Толстая получает приз XIV Московской Международной книжной ярмарки в номинации «Проза», а также литературную премию «Триумф». В 2002 году Татьяна Толстая возглавила редакционный совет газеты «Консерватор».
В 2002 году писательница также впервые появляется на телевидении, в телевизионной передаче «Основной инстинкт». В том же году становится соведущей (совместно с Авдотьей Смирновой) телепередачи «Школа злословия», вышедшей в эфире телеканала Культура. Передача получает признание телекритики, и в 2003 году Татьяна Толстая и Авдотья Смирнова получили премию «ТЭФИ», в категории «Лучшее ток-шоу».
С 2004 по 2014 гг. передача выходила на телеканале НТВ.
В 2010 году, в соавторстве с племянницей Ольгой Прохоровой, выпустила свою первую детскую книжку. Озаглавленная как «Та самая Азбука Буратино», книга взаимосвязана с произведением дедушки писательницы — книгой «Золотой ключик, или Приключения Буратино». Толстая рассказывала: «Замысел книги родился 30 лет назад. Не без помощи моей старшей сестры… Ей всегда было жалко, что Буратино так быстро продал свою Азбуку, и что о её содержании ничего не было известно. Что за яркие картинки там были? О чём она вообще? Шли годы, я перешла на рассказы, за это время подросла племянница, родила двоих детей. И вот, наконец, на книгу нашлось время. Полузабытый проект был подхвачен моей племянницей, Ольгой Прохоровой». В рейтинге лучших книг XXIII Московской международной книжной выставки-ярмарки, книга заняла второе место в разделе «Детская литература».
На митинге «За честные выборы» в декабре 2011 года не присутствовала из-за погодных условий, однако собиралась, но, по её словам, если бы и пошла, то только с целью увеличить размер толпы. О количестве вышедших на протестную акцию высказалась следующим образом: «…когда обман и, главное, спектакль по поводу этого обмана превышает уже порцию, которую могут вынести люди, тогда они возмущаются». Также Толстая считает, что на парламентских выборах того года было не за кого голосовать.

### После 2013: Интернет и блоги
С 2013 года писательница стала активно вести Instagram, публикуя там снимки из повседневной жизни.
В 2014 году после аннексии Крыма Толстая отказалась писать текст к сборнику рассказов «Крым, я люблю тебя» и в принципе старалась избегать разговоров о статусе полуострова и Украине в целях безопасности: «Даже если я скажу „доброе утро“, то это будет через три хода превращено в какое-то политическое высказывание, пойдут и кого-нибудь убьют, застрелят с этим „добрым утром“».
9 февраля 2018 года Татьяна Толстая создала канал в Telegram, где периодически публикует свои прозаические миниатюры.
Также в 2018 году Толстая выпустила новый сборник рассказов под названием «Лёгкие миры».
Незадолго до голосования по поправкам к Конституции писательница выступила с ироничным предложением упомянуть дьявола в основном законе.
В разгар пандемии, 9 апреля 2020 года, вышел нулевой выпуск YouTube-канала «Белый шум», который ранее назывался «На троих» (с Александром Тимофеевским и журналисткой и писательницей Ксенией Буржской), пилотный эпизод был заснят в Zoom-конференции как некоммерческий, «просто для себя». О дальнейших планах развития канала Татьяна Толстая в интервью телеканалу «Дождь» сказала: «что хочу, то и ворочу, будем это делать». Однако 11 апреля 2020 А. Тимофеевский скончался, и уже следующий выпуск был посвящён памяти публициста, в котором приняли участие Рената Литвинова, Лев Лурье, Любовь Аркус и другие. Гостями «Белого шума» становились различные знаменитости: Ксения Собчак, Татьяна Лазарева и др., а также на канале проводились разнообразные дискуссии на социальные темы («Секспросвет», «Новояз и феминизм», «Девяностые» и т. д.) и выходили выпуски о творчестве и жизни писателей (напр., «Довлатов между Таллином и Нью-Йорком» и «Бродский. 80 лет»). Заключительный 64-й выпуск вышел 25 октября 2022 года, его гостем был астролог Павел Глоба.
19 сентября 2020 года Татьяна Толстая получила гран-при премии «Писатель года» Российского союза писателей.

## Творчество Татьяны Толстой
Татьяна Толстая часто рассказывает о том, как начала писать рассказы. В 1982 году у неё были проблемы со зрением, и она решила сделать операцию на глазах, которую в то время проводили с помощью надрезов скальпелем (операция кератотомия). После операции на втором глазу она долгое время не могла находиться при дневном свете.

Так продолжалось долго. Я повесила двойные занавески, выходила на улицу только с наступлением темноты. Ничего не могла делать по дому, ухаживать за детьми не могла. Читать тоже не могла. Через три месяца это всё проходит, и начинаешь видеть так неожиданно чётко… То есть весь импрессионизм уходит, и начинается полный реализм. И вот накануне этого я почувствовала, что могу сесть и написать хороший рассказ — от начала и до конца. Так я начинала писать.— Татьяна Толстая

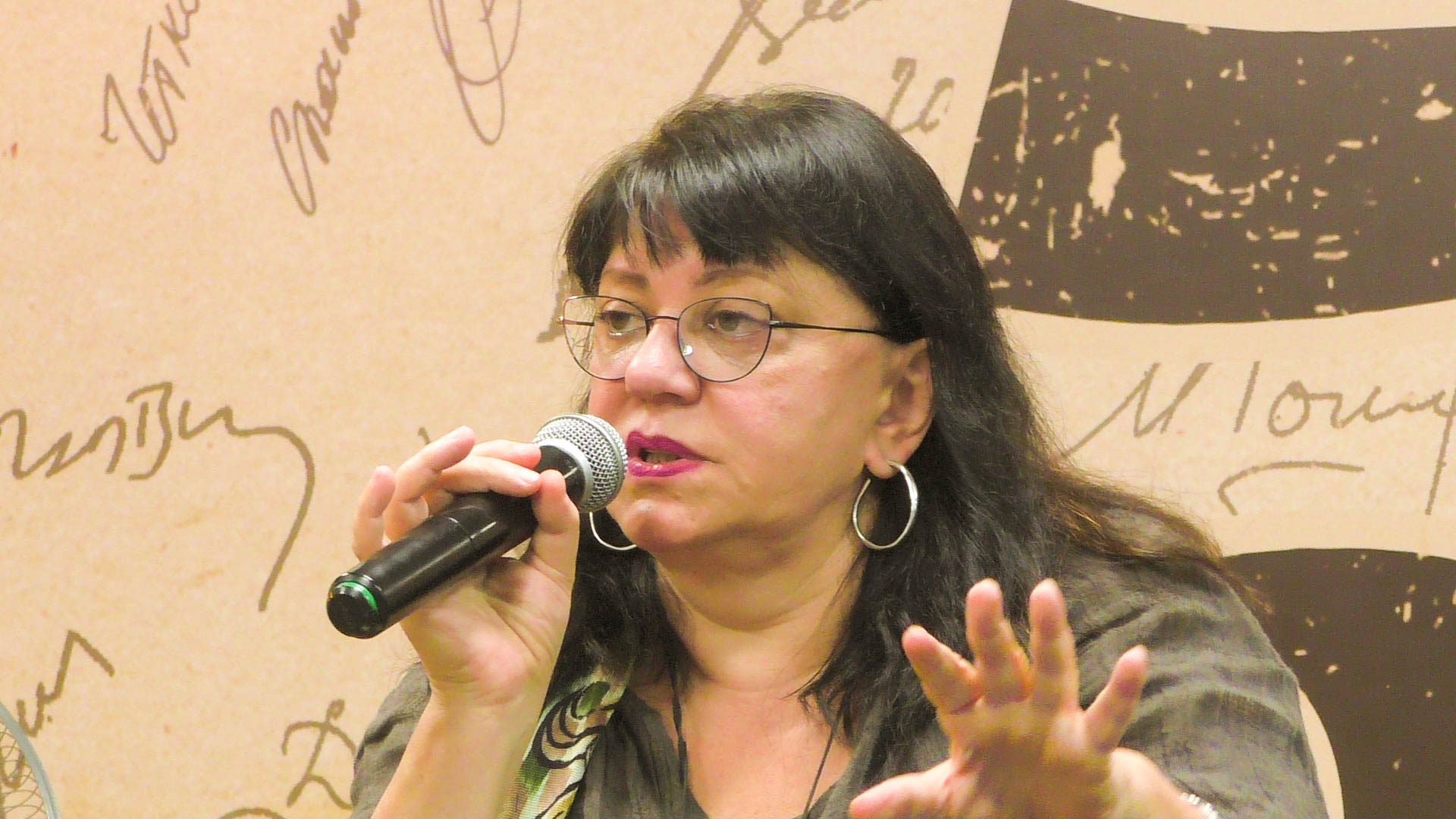
В Московском доме книги, 2017 г.

Писательница неоднократно говорила, что в число её любимой литературы входит русская классика. В 2008 году её персональный читательский рейтинг составляли Лев Толстой, Чехов и Гоголь. На формирование Толстой как писателя и человека сильно повлиял Чуковский, его статьи, мемуары, воспоминания, книги о языке и переводы. Писательница особенно выделяла такие работы Чуковского, как «Высокое искусство» и «Живой как жизнь», и говорила: «Кто не читал — очень советую, потому что это интереснее, чем детективы, и написано потрясающе. И вообще он был одним из самых гениальных русских критиков».
Толстую относят к «новой волне» в литературе. В частности, Виталий Вульф писал в своей книге «Серебряный шар» (2003): «В моде писатели „новой волны“: Б. Акунин, Татьяна Толстая, Виктор Пелевин. Талантливые люди, пишущие без снисхождения, без жалости…». Её называют[кто?] одним из ярких имён «артистической прозы», уходящей своими корнями к «игровой прозе» Булгакова, Олеши, принесшей с собой пародию, шутовство, праздник, эксцентричность авторского «я». Андрей Немзер так высказался о её ранних рассказах: «„Эстетизм“ Толстой был важнее её „морализма“».
Татьяну Толстую также часто относят к жанру «женской» прозы, наряду с такими писательницами, как Виктория Токарева, Людмила Петрушевская и Валерия Нарбикова. Ия Гурамовна Зумбулидзе в своём исследовании «„Женская проза“ в контексте современной литературы» писала, что «творчество Татьяны Толстой находится в одном ряду с выразителями той тенденции современной русской литературы, которая заключается в синтезе определённых черт реализма, модернизма и постмодернизма».
Творчество писательницы является объектом большого количества научных исследований. В разные годы её произведениям были посвящены работы Елены Невзглядовой (1986), Петра Вайля и Александра Гениса (1990), Прохоровой Т. Г. (1998), Беловой Е.(1999), Липовецкого М. (2001), Песоцкой С. (2001). В 2001 году была издана монография «Взрывоопасный мир Татьяны Толстой» авторства Гощило Е., в которой было проведено исследование творчества Татьяны Толстой в культурно-историческом контексте.
Татьяна Толстая вела блог в Живом Журнале и активно пользуется «Фейсбуком».
В феврале 2019 года вместе с публицистом Сергеем Николаевичем презентовала новый сборник «33 отеля, или Здравствуй, красивая жизнь!». Помимо рассказов главных героев вечера, в него вошли истории отельных приключений Дениса Драгунского, Людмилы Петрушевской, Алексея Сальникова, Максима Аверина, Виктории Токаревой и даже Филиппа Киркорова.
Произведения Татьяны Толстой, в том числе сборники рассказов «На золотом крыльце сидели…», «Любишь — не любишь», «Река Оккервиль», «День», «Ночь», «Изюм», «Круг», «Белые стены», переведены на многие языки мира. В 2011 году вошла в рейтинг «Сто самых влиятельных женщин России».

### Период рассказов
Для раннего периода творчества Толстой характерно преобладание таких тем, как общечеловеческие вопросы бытия, «вечных» тем добра и зла, жизни и смерти, выбора пути, взаимоотношения с окружающим миром и своего предназначения. Славина В. А. отмечала, что в творчестве писательницы ощущается тоска по утерянным гуманистическим ценностям в искусстве. Исследователи отмечали, что практически все персонажи Толстой являются мечтателями, которые «застряли» между реальностью и своим вымышленным миром. В рассказах преобладает парадоксальная точка зрения на мир, с помощью сатиры демонстрируется абсурдность некоторых явлений жизни. А. Н. Неминущий в своей работе «Мотив смерти в художественном мире рассказов Т. Толстой» отмечал художественные приёмы воплощения идеи смерти в рассказах писательницы, которые близки к эстетике модерна и постмодерна.
В учебнике «Современная русская литература» отмечалась особенная авторская позиция Толстой, которая выражается в особой литературно-сказочной метафоричности стиля, поэтике неомифологизма, в выборе героев-рассказчиков. Неомифологизм в её произведениях проявлялся и в том, что Толстая использовала фольклорные образы. В рассказе «Свидание с птицей» она использовала известный русский фольклорный образ — птицу Сирин. Александр Генис в «Новой газете» отмечал, что Толстая лучше всех в современной литературе справляется с употреблением метафоры. Автор писал, что в её метафорах есть влияние Олеши, но они более органично встроены в сюжет.
В некоторых других рассказах используется приём противопоставления, контрастов. Рассказы «Милая Шура» и «Круг» построены на противопоставлении света и тьмы (как жизни и смерти), что после находит отражение в более позднем рассказе «Ночь». Смысл антиномии «свет — тьма» в рассказах Татьяны Толстой занимает центральное место и включает дихотомию сакрального и профанного: «противопоставление духовного и материального, возвышенного и низменного, живого и мёртвого, бытового и бытийного, мечты и действительности (воображаемого и реального), вечного и сиюминутного, доброго и злого, сострадательного и равнодушного».
В свет вышло двадцать четыре рассказа писательницы: «На золотом крыльце сидели» (1983), «Свидание с птицей» (1983), «Соня» (1984), «Чистый лист» (1984), «Река Оккервиль» (1985), «Милая Шура» (1985), «Охота на мамонта» (1985), «Петерс» (1986), «Спи спокойно, сынок» (1986), «Огонь и пыль» (1986), «Самая любимая» (1986), «Поэт и муза» (1986), «Факир» (1986), «Серафим» (1986), «Вышел месяц из тумана» (1987), «Любишь — не любишь» (1984), «Ночь» (1987), «Круг» (1987), «Пламень небесный» (1987), «Сомнамбула в тумане» (1988), «Лимпопо» (1990), «Сюжет» (1991), «Йорик» (2000), «Окошко» (2007). Тринадцать из них составили вышедший в 1987 г. сборник рассказов «На золотом крыльце сидели…» («Факир», «Круг», «Петерс», «Милая Шура», «Река Оккервиль» и др.). В 1988 году — «Сомнамбула в тумане».

## Семья
- Прадед по материнской линии — Борис Шапиров (1851—1915), военный врач, деятель Красного креста, лейб-медик Николая II, действительный тайный советник.
- Дед по материнской линии — Михаил Лозинский (1886—1955), литературный переводчик, поэт.
- Дед по отцовской линии — Алексей Толстой (1883—1945), писатель.
- Бабушка по отцовской линии — Наталья Крандиевская-Толстая (1888—1963), поэтесса.
- Отец — Никита Толстой (1917—1994), физик, общественный и политический деятель. Мать — Наталья Михайловна Лозинская (Толстая).
- Сестра Наталия Толстая (1943—2010), писательница, преподаватель шведского языка при кафедре скандинавской филологии факультета филологии и искусств СПбГУ. Братья — Иван Толстой (род. 1958), филолог, историк эмиграции, специализируется на периоде холодной войны. Обозреватель Радио «Свобода», Михаил Толстой (род. 1940), физик, политический и общественный деятель.
- Дяди — физикохимик Фёдор Волькенштейн (1908—1985) и композитор Дмитрий Толстой (1923—2003).
- Муж Андрей Лебедев (род. 1951), филолог-классик, кандидат филологических наук.
  - Сыновья — Артемий Лебедев (род. 1975), дизайнер, художественный руководитель студии Артемия Лебедева, блогер, путешественник; Алексей Лебедев, фотограф, архитектор компьютерных программ[50]. У Татьяны Толстой одиннадцать  внуков.

## Телевидение
- С октября 2002 года по 2014 год вместе с Авдотьей Смирновой вела телепередачу «Школа злословия».
- Совместно с Александром Масляковым являлась постоянным членом жюри телепроекта «Минута славы»[51] на Первом канале с 2007 года (1-3 сезоны).

### В переводе
- On the Golden Porch, and Other Stories. Translated by Antonina W. Bois. Alfred A. Knopf, New York, 1989, then Penguin, 1990, ISBN 0-14-012275-3
- Pushkin’s Children: Writings on Russian and Russians. Translated by Jamey Gambrell. Houghton Mifflin, New York, 2003, ISBN 0618125000
- The Slynx. Translated by Jamey Gambrell. New York Review of Books Classics, 2007, ISBN 1-59017-196-9
- White Walls. Translated by Antonina W. Bois and Jamey Gambrell. New York Review of Books Classics, 2007, ISBN 1-59017-197-7
- Aetherial Worlds. Translated by Anya Migdal. Alfred A. Knopf, New York, 2018, ISBN 978-0525434184

## Награды
- Лауреат премии Grinzane Cavour (Италия, 1990)[53][54][55][56]
- Лауреат премии «Триумф» (2001)
- Лауреат Национальной премии общественного признания достижений женщин России «ОЛИМПИЯ» (2003)
- Лауреат премии «ТЭФИ», совместно с Авдотьей Смирновой (2003)
- Обладатель приза в номинации «Новая культура новой Европы» XX Международного экономического форума в Польше (2010)[57]
- Лауреат «Премии Белкина» за повесть «Лёгкие миры» (2014)
- Лауреат премии «Писатель года» (2020)[35]